# 蕭牙里辛
莊敬皇后蕭氏（？—？），名牙里辛。遼懿祖耶律薩剌德妻。
蕭氏事跡不詳，只知她生四子：兒子耶律叔剌、耶律帖剌、遼玄祖耶律勻德實及耶律褭古直，以及女三人。乾統三年（1103年），遼天祚帝追上諡號為莊敬皇后。。

## 延伸阅读
[在维基数据编辑]
 《辽史卷七十一》，出自脱脱《遼史》